# Adaptation publicitaire
L'adaptation publicitaire est une traduction légèrement modifiée d'un message publicitaire en fonction des besoins économiques et linguistiques du public cible de la langue d'arrivée. 
En contexte nord-américain, un exemple classique concerne les publicités de bière. Alors que les publicités de bière canadiennes en langue anglaise font très souvent référence au Canada, puisque les anglophones canadiens éprouvent majoritairement un attachement patriotique envers la nation canadienne, lorsque la publicité de la même entreprise est traduite en français, la référence culturelle au Canada est systématiquement omise et remplacée par une référence culturelle au Québec, puisque le marché francophone nord-américain éprouve un attachement culturel tout à fait équivalent envers la nation québécoise. 
D'un point de vue théorique, la théorie de la traduction qui convient le mieux pour analyser l'adaptation publicitaire est la théorie du skopos. Il s'agit d'une théorie fonctionnaliste qui postule que le traducteur traduit d'abord et avant tout en fonction d'un but. Le traducteur a pour but de générer un texte cible pour satisfaire une culture particulière et un public particulier.